# Special Operations Executive
Special Operations Executive (SOE) ("the Baker Street Irregulars") var en britisk enhed i 2. Verdenskrig. Den blev grundlagt af premierminister Winston Churchill og ministeren for økonomisk krigsførelse Hugh Dalton den 22. juli 1940 for at føre krig med andre midler end rent militære. Enheden skulle opfordre til og muliggøre spionage og sabotage bag fjendens linjer og være kernen i støtteenheder, en britisk modstandsbevægelse.
Enheden blev også kendt som "Churchills hemmelige hær" eller "Ministeriet for ufin krigsførelse"
og fik af Churchill til opgave at "sætte Europa i brand".
SOE beskæftigede eller styrede godt 13.000; SOE støttede eller forsynede omkring 1 mio. agenter verden over.

## Historie

### Oprindelse
SOE-organisationen blev skabt ved en sammenlægning af tre hemmelige tjenester. Straks efter at Tyskland annekterede Østrig (Anschluss) i marts 1938, etablerede udenrigsministeret en propagandaorganisation under navnet "Department EH" (efter Electra House, dens hovedkvarter). Den blev styret af den canadiske avismagnat sir Campbell Stuart. Samme måned etablerede Secret Intelligence Service (SIS, også kendt som MI6) en sektion med betegnelsen "Section D" under major Lawrence Grand til at undersøge brugen af sabotage, propaganda og andre ukonventionelle måder at svække fjenden på. I efteråret samme år dannede krigsministeriet en afdeling, som angiveligt skulle undersøge guerillakrigsførsel, og som blev kendt som "GS (R)". Afdelingen blev ledet af major J. C. Holland. GS (R) blev omdøbt til MI R i begyndelsen af 1939.
De tre afdelinger arbejdede med knappe ressourcer til krigens udbrud. Der var et betydeligt overlap mellem deres aktiviteter, og Section D og EH foretog sig stort set det samme. På den anden side udvekslede Section D og MI R oplysninger. Deres ledere var officerer fra Royal Engineers og kendte hinanden. De blev enige om en grov opdeling af aktiviteterne. MI R undersøgte ukonventionelle operationer, som kunne gennemføres af regulære styrker, mens Section D arbejdede med ægte undergrundsarbejde.
I krigens første måneder forsøgte Section D uden held at sabotere leverancer af strategisk vigtige materialer til Tyskland fra neutrale lande ved at minere Jernporten på Donau. I mellemtiden lavede MI R hæfter og tekniske håndbøger til guerillaledere. Sektionen var også involveret i etablering af "Independent Companies", som udviklede sig til de britiske Commandos og de undergrundsenheder, som skulle blive tilbage i tilfælde af, at Aksemagterne invaderede Storbritannien; det blev anset for muligt i krigens første år.

### Etablering
Den 13. juni 1940. Den nye premierminister Winston Churchill overtalte Lord Hankey Section D og MI R til, at deres operationer skulle koordineres. Den 1. juli blev der på et regeringsmøde skabt en fælles sabotageorganisation. Den 16. juli blev Hugh Dalton, minister for økonomisk krigsførsel, udpeget til at tage det politiske ansvar for den nye organisation, som formelt blev etableret den 22. juli. Dalton brugte den irske IRA fra den irske uafhængighedskrig som model for organisationen.
Direktøren for organisationen blev i reglen omtalt med initialerne "CD". Den første direktør var Sir Frank Nelson, tidligere leder af et handelsfirma i Indien, konservativt parlamentsmedlem og konsul i Bern. Grand og Holland vendte tilbage til almindelig tjeneste i hæren, og Campbell Stuart forlod organisationen.

### Udvikling
I august 1941 blev - efter uenighed mellem ministeriet for økonomisk krigsførelse og informationsministeriet over deres respektive ansvarsområder - propagandaafdelingen (nu SO1) fjernet fra SOE og blev en uafhængig organisation Political Warfare Executive.
Dalton blev udskiftet som minister for økonomisk krigsførelse med Lord Selborne i februar 1942. Selborne udskiftede Nelson, pga. dårligt helbred med sir Charles Hambro, lederen af den engelske Hambro's Bank. Hambro var en nær ven af Churchill inden krigen og fik Military Cross for sin indsats i 1. Verdenskrig.
Selborne og Hambro arbejdede tæt sammen til august 1943, hvor de blev uenige, om SOE fortsat skulle være en afskilt enhed, eller skulle koordineres med hæren på en række krigsskuepladser. Hambro mente, at dette kontroltab ville afstedkomme en række problemer for SOE. Samtidigt blev det opdaget, at Hambro havde undladt at viderebringe vigtige oplysninger til Selborne. Han blev afskediget som direktør og blev leder af kommissionen, som stod for indkøb af råmaterialer i Washington, D.C., der var involveret i udveksling af informationer om atomteknologi.
Som følge af i de tættere bånd mellem imperiegeneralstaben og SOE blev den tidligere vicedirektør generalmajor Colin Gubbins udpeget til Hambros efterfølger.
Gubbins havde bred erfaring med commando- og hemmelige operationer og havde spillet en stor rolle ved MI R's operationer. Han brugte af mange af de erfaringer, som IRA havde gjort under den irske uafhængighedskrig.
SOE samarbejdede relativt godt med Combined Operations Headquarters i den mellemste del af krigen om tekniske spørgsmål, da SOE's udstyr gerne blev brugt af commandosoldaterne og andre angrebsgrupper. Denne støtte gik tabt, da viceadmiral Louis Mountbatten forlod Combined Operations, men på det tidspunkt havde SOE sine egne transportmidler og var ikke afhængig af Combined Operations ressources. På den anden side var admiralitetet modstander af, at SOE udviklede egne undervandsfartøjer og det dobbeltarbejde, det medførte.
SOE's forhold til udenrigsministeriet og SIS, som blev styret af udenrigsministeriet, var i reglen mere problematisk. Hvor SIS foretrak at indsamle efterretninger og arbejde gennem indflydelsesrige personer eller organer, betød SOE turbulens, og den støttede ofte oppositionelle kræfter som kommunister i adskillige lande. På et tidspunkt hindrede SIS aktivt SOE's forsøg på at infiltrere med agenter i det besatte Frankrig. 
SOE's aktiviteter i de besatte lande bragte det også i konflikt med udenrigsministerierne i adskillige lande, når eksilregeringer protesterede mod operationer, som foregik uden deres viden eller godkendelse; det førte gange til repressalier fra besættelsesmagten mod civilbefolkningen. SOE fulgte imidlertid generelt reglen: "No bangs without Foreign Office approval." (ingen knald uden udenrigsministeriets godkendelse)

### Organisation
SOE's organisation udviklede og ændrede sig under krigen. Direktøren for SOE havde enten en underdirektør fra hæren eller (da Gubbins blev direktør) en hærofficer som stabschef. Det vigtigste styringsredskab i SOE var dets råd, som bestod af omkring 15 ledere af afdelinger og sektioner. Omkring halvdelen kom fra de væbnede styrker (om end nogle var specialister, som først blev udnævnt efter krigens udbrud), mens resten var embedsmænd, advokater og eksperter fra erhvervslivet.
Operationerne blev styret af sektionerne, som hver havde et bestemt land. Nogle besatte lande havde to eller flere sektioner tilknyttet for at kunne arbejde med politisk uenige modstandsbevægelser. (Frankrig havde ikke mindre end seks). Træning af agenter var også en af opgaverne for den brede operationsafdeling.
De andre afdelinger var i forskellig grad involveret i udvikling eller anskaffelse og produktion af udstyr, forskning (med det formål at udvælge effektive mål) og administration, selv om SOE ikke havde et centralregister eller arkiv.
Der var adskillige underordnede SOE-hovedkvarterer og stationer, som var etableret for at styre operationer, som foregik for fjernt til at kunne styres fra London. SOE's operationer i Mellemøsten og på Balkanhalvøen blev styret fra et hovedkvarter i Cairo, som var berygtet for sine stridigheder og konflikter med andre myndigheder. Det fik i april 1944 betegnelsen Special Operations (Mediterranean). Et underordnet hovedkvarter til Cairo-hovedkvarteret blev etableret i Italien til at styre operationerne på Balkan. Der var også en station i nærheden af Algier, som blev etableret i slutningen af 1942 og fik kodenavnet "Massingham", der opererede i Sydfrankrig.
En SOE station, som først blev kaldt India Mission, blev etableret i Indien i slutningen af 1940. Den flyttede til Ceylon og blev kendt som "Force 136". En Singapore Mission kunne ikke overvinde officiel modstand mod dens forsøg på at danne modstandsbevægelser i Malaya, inden japanerne erobrede Singapore. Force 136 overtog dens overlevende stab og operationer.
Der var også et forbindelseskontor i New York, som havde navnet "British Security Coordination" og blev ledet af den canadiske forretningsmand sir William Stephenson. Kontoret koordinerede også arbejdet i SIS og MI5 med det amerikanske FBI og Office of Strategic Services.

### Opløsning
Hen mod krigens slutning talte lord Selborne for, at beholde SOE eller noget lignende. Han mente, at organisationen ville være nyttig mod "den russiske plage" og "de rygende vulkaner i Mellemøsten", og at organisationen skulle være underlagt forsvarsministeriet. Udenrigsminister Anthony Eden krævede, at hans ministerium, som allerede havde ansvaret for MI6, skulle have kontrol over SOE eller dens efterfølger. Selborne svarede: "At have SOE styret af udenrigsministeriet ville svare til at bede en abbedisse om at styre et bordel." Churchill traf ingen beslutning, og da han tabte parlamentsvalget i 1945, blev sagen afgjort af den nye premierminister fra Labour, Clement Attlee.
Selv om Selborne fortalte Attlee, at SOE stadig havde et verdensomspændende netværk af hemmelige radionetværk og sympatisører, svarede Attlee, at han ikke ønskede at have et britisk Komintern og lukkede Selbornes netværk med 48 timers varsel. SOE blev officielt opløst den 15. januar 1946. Det mest af dets personale vendte tilbage til deres fredstidsbeskæftigelser (eller regulær tjeneste i de væbnede styrker), men 280 blev overtaget af "Special Operations Branch" i MI6. Nogle af dem havde gjort tjeneste som agenter i marken, men MI6 var mest interesseret i SOE's trænings- og forskningsstab. Sir Stewart Menzies, lederen af MI6 (som generelt var kendt som "C"), besluttede snart, at en særskilt enhed var uhensigtmæssig og slog den sammen med resten af MI6.

## Lokaliteter
SOE havde mange steder, hvor der foregik træning, forskning og udvikling eller administration. En vittighed sagde, at "SOE" stod for "Stately (H)omes of England" på grund af det store antal godser og slotte, organisationen rekvirerede og benyttede.
Efter at have arbejdet i midlertidige kontorer i det centrale London flyttede SOE-hovedkvarteret den 31. oktober til Baker Street 64, (deraf tilnavnet "Baker Street Irregulars"). Til sidst fyldte SOE det meste af vestsiden af Baker Street.
En anden vigtig base i London var Aston House med forskning i våben og taktik. Hovedparten af den forskning blev udført i The Firs ved Aylesbury i Buckinghamshire og Station IX ved The Frythe, et tidligere hotel uden for Welwyn Garden City, hvor SOE under dæknavnet ISRB (Inter Services Research Bureau) udviklede radioer, våben, eksplosiver og dødsfælder.
Station XV på Thatched Barn ved Borehamwood koncentrerede sig om camouflage, hvilket i reglen betød at udstyre agenter med autentisk udseende, lokal beklædning, udstyr og dokumenter. Forskellige understationer i London og Station XIV ved Roydon i Essex, som specialiserede sig i forfalskninger, var også involveret i denne opgave.
SOE's oprindelige træningscenter var på Wanborough Manor i Guildford. Agenter, som skulle indsættes i felten, gennemgik commandotræning ved Arisaig i Skotland, hvor de lærte kamp med og uden våben af William E. Fairbairn og Eric A. Sykes, tidligere inspektører ved politiet i Shanghai. Derpå fulgte de kurser i sikkerhed og "håndværk" på Gruppe B's skoler omkring Beaulieu i Hampshire. Endelig fik de specialtræning i færdighed som sprængningsteknikker eller morsekode-telegrafi på forskellige godser i England og faldskærmstræning på STS 51 51a i nærheden af Altrincham, med bistand fra No.1 Parachute Training School RAF på RAF Ringway (senere Manchester Airport),

## Operationer

### Frankrig
SOE's operationer blev i reglen gennemført for at afprøve modstandsgrupper, som var villige til at arbejde for de allierede som forberedelse af invasionen. I Frankrig blev de styret af to landesektioner, der var placeret i London: F Section var under britisk kontrol, mens RF Section var knyttet til General de Gaulles Frie Franskes eksilregering. De fleste indfødte franske agenter arbejdede for RF. Der var også to mindre sektioner: EU/P Section, som vedrørte det polske samfund i Frankrig, og DF Section som var ansvarlig for etablering af flugtruter. I sidste del af 1942 blev endnu en sektion med betegnelsen AMF etableret i Algeriet med henblik på operationer i Sydfrankrig.
Den 5. maj 1941 blev Georges Bégué (1911-1993) som den første SOE-agent kastet ned over det tyskbesatte Frankrig. Han etablerede radioforbindelse og mødte den næste agent, som blev kastet ud med faldskærm over Frankrig. Mellem Bégués første spring i maj 1941 og august 1944 blev over 400 agenter fra F Section sendt ind i det besatte Frankrig. De fungerede ved instruktion i sabotage og brug af våben, kurerer, organisation af forbindelser, som forbindelsesofficerer og radiooperatører. RF indsatte et tilsvarende antal. AMS indsatte 600 (selv om ikke alle tilhørte SOE). EU/P og DF sendte hver nogle få dusin agenter.
SOE omfattede en del kvinder (som ofte var udnævnt til poster i de kvindelige grene af de væbnede styrker som First Aid Nursing Yeomanry); F Section alene sendte 39 kvindelige agenter i marken, hvoraf 13 ikke vendte tilbage. I Valancey i Indre departementet blev der den 6. maj 1991 indviet et monument, som markerede 50-året for, at F section sendte sin første agent til Frankrig. Mindesmærkets indskrift rummer navnene på 91 mænd og 13 kvinder, der som medlemmer af SOE gav deres liv for Frankrigs frihed.
Som støtte for den allierede invasion af Frankrig på D-dag i juni 1944 blev der nedkastet tremands grupper flere steder i Frankrig som led i Operation Jedburgh for at koordinere udbredte åbenlyse (i modsætning til hemmelige) modstandshandlinger. I alt 100 mand blev kastet ned sammen med 6.000 tons militære forsyninger (4.000 tons var nedkastet i årene før D-dag.) Samtidig blev de forskellige sektioner, der opererede i Frankrig (undtagen EU/P), nominelt placeret under et London-baseret hovedkvarter med betegnelsen EMFFI.

### Polen
SOE behøvede ikke at tilskynde til polsk modstand, for i modsætning til Vichy-frankrig afslog polakkerne at samarbejde med tyskerne. Tidligt i krigen etablerede polakkerne den største partisanstyrke i Europa. Den polske hjemmehær, som blev ledet af en hemmelig modstandsregering, der blev kendt som den Hemmelige polske Stat. Ikke desto mindre var der mange polske medlemmer af SOE, og der var meget samarbejde mellem SOE og den polske modstandsbevægelse.
SOE hjalp den polske eksilregering med træningsfaciliteter og logistisk støtte til dens 605 agenter for specialstyrkerne, der gik under navnet "Silent Unseen" (Cichociemni). Medlemmer af enheden, der havde base på Audley End House i Essex, blev omhyggeligt trænet, inden de blev kastet ud med faldskærm over det besatte Polen. På grund af afstanden til Polen blev der brugt særlige fly med ekstra store benzintanke i de polske operationer om Operation Wildhorn III. Sue Ryder valgte titlen Baroness Ryder of Warsaw til ære for disse operationer.
Secret Intelligence Service-medlemmet Krystyna Skarbek var en af grundlæggerne af SOE og hjalp med at etablere en polsk spioncelle i Centraleuropa. Hun styrede adskillige operationer i Polen, Ægypten, Ungarn (med Andrzej Kowerski) og Frankrig, hvor hun ofte gjorde brug af det særdeles anti-nazistiske samfund af polakker i udlandet som et sikkert internationalt netværk. Agenterne Elzbieta Zawacka og Jan Nowak-Jezioranski, som arbejdede uofficielt, perfektionerede Gibraltar-kurerruten ud af Europa. Maciej Kalenkiewicz blev kastet ud med faldskærm over Polen, blot for at blive henrettet af russerne. En polsk agent var et centralt led i SOE's Operation Foxley, planen om at myrde Hitler.
Takket være samarbejdet mellem SOE og den polske hjemmehær kunne polakkerne levere de første informationer om Holocaust til London. Witold Pilecki fra den polske hjemmehær udformede en operation med SOE om at befri Auschwitz, men briterne afslog den som uigennemførlig. Fælles polsk-britiske operationer gav London vigtige oplysninger om V2-raketten, tyske troppebevægelser på Østfronten og den sovjetiske undertrykkelse af polske borgere før Den kolde krig.
Der blev gennemført særlige RAF operationer til Polen for at hjælpe Warszawa-opstanden mod tyskerne. Opstanden blev slået ned med et tab på 200.000 (fortrinsvis tyske henrettelser af polske civile), efter den Røde Hær, som var i nærheden, afslog at give militær assistance til den polske hjemmehær og afslog at give RAF mulighed for at bruge sovjetisk kontrollerede flyvepladser – selv om Sovjetunionen officielt var på de allieredes side.

### Tyskland
På grund af farerne og befolkningens indstilling blev der kun gennemført få operationer i Tyskland. Den tyske og østrigske sektion af SOE blev ledet af oberstløjtnant Ronald Thornley under det meste af krigen og var fortrinsvis beskæftiget med sort propaganda og administrativ sabotage i samarbejde med den tyske sektion af Political Warfare Executive. Efter D-dag blev sektionen reorganiseret og udvidet med general sir Gerald Templer som leder af direktionen med Thornley som hans stedfortræder.
Adskillige store operationer blev planlangt som Operation Foxley (mord på Hitler) og Operation Periwig, en snedig plan om at simulere en storstilet, antinazistisk modstandsbevægelse i Tyskland. Foxley blev aldrig sat i værk, men det blev Periwig med begrænsninger af SIS og SHAEF. Adskillige tyske krigsfanger blev trænet som agenter og fik besked på at tage kontakt til den antinazistiske modstandsbevægelse og udføre sabotage. Derpå blev de kastet ud med faldskærm over Tyskland i håb om, at de enten ville overgive sig til Gestapo eller blive taget til fange og afsløre deres tilsyneladende mission. Falske, kodede radiotransmissioner blev sendt til Tyskland, og forskelligt spionudstyr som kodebøger og radiomodtagere fik lov at falde i hænderne på tyskerne.

### Holland
Section N i SOE stod for operationerne i Holland. Den begik nogle af SOE's værste sikkerhedsmæssige fejltagelser, så tyskerne fangede mange agenter og beslaglagde meget sabotageudstyr i det, tyskerne kaldte Englandspiel. SOE ignorerede, at der manglede sikkerhedscheck i radiotransmissionerne og andre advarsler fra deres ledende kryptograf, Leo Marks, om, at det var tyskerne, der drev modstandsnetværket.
I august 1943 undslap to fangne agenter til Schweiz. Tyskerne sendte meddelelser i radioen om, at de to var gået over til Gestapo, men SOE var langt om længe blevet mere forsigtig.
SOE overvandt delvis katastrofen og opbyggede nye netværk, som fortsatte, til Holland blev befriet ved slutningen af krigen.

### Belgien
Section T etablerede effektive netværk i Belgien, men i kølvandet på slaget om Normandiet løb britiske styrker landet over ende på under en uge, hvilket ikke gav modstandsbevægelsen tid til at starte et oprør. Den hjalp briterne med at omgå tyske tropper, og det gav de allierede mulighed for at erobre det vigtige kajanlæg i Antwerpen intakt.

### Italien
SOE gjorde ingen større indsats i Italien, da landet tilsyneladende var en ren fascistisk stat uden organiseret opposition, som SOE kunne bruge før midt i 1943, hvor Mussolinis regering brød sammen, og allierede styrker havde besat Sicilien. Det lader ikke til, at SOE gjorde forsøg på at rekruttere agenter blandt de mange tusind italienske krigsfanger.
Efter det italienske sammenbrud hjalp SOE med til at bygge en stor modstandsorganisation i byerne i Norditalien og Alperne. Italienske partisaner generede tyske styrker i efteråret og vinteren 1944, og under forårsoffensiven i 1945 erobrede de Genova og andre byer uden hjælp fra de allierede.
SOE etablerede en base ved Bari i Syditalien, hvorfra de styrede netværk og agenter på Balkan. Denne organisation havde kodenavnet "Force 133".

### Jugoslavien
Efter den tyske invasion i 1941 blev kongeriget Jugoslavien delt. I Kroatien var der en betydelig bevægelse, Ustaše, som var på Aksemagternes side. I resten af Jugoslavien blev der dannet to modstandsbevægelser: Royalisterne (tjetnikkerne) under Draža Mihailović, og de kommunistiske partisaner under Josip Broz Tito.
Mihailović var den første, som forsøgte at få kontakt med de allierede, og den 20. september 1941 sendte SOE en gruppe på 20 mand af sted under major "Marko" Hudson. Hudson mødte også Titos styrker. Gennem den royalistiske eksilbevægelse støttede SOE først tjetnikkerne, men det stod efterhånden klart for den britiske militære efterretningstjeneste – fra dekrypterede tyske meddelelser – at tjetnikkerne ikke var så effektive og endda samarbejdede med tyskerne og italienerne mod Titos partisaner i nogle områder. Derfor blev den britiske støtte i stedet givet til Titos partisaner, endda inden Teheran-konferencen i 1943.
Selv om forholdet ofte var ømtåleligt under krigen, kan SOE's fortsatte støtte være en af grundene til, at Jugoslavien indtog en neutral position under Den kolde krig. Imidlertid er der stærkt divergerende meninger i alle historiske værker om "Tjetnik kontroversen".

### Ungarn
SOE kunne hverken etablere forbindelser eller kontakter i Ungarn, før Miklós Horthys regering sluttede sig til Aksemagterne. Manglen på kontakter forhindrede enhver indsats, før ungarerne selv sendte diplomaten László Veress i et hemmeligt forsøg på at kontakte de vestallierede. SOE sørgede for, at han kunne vende tilbage med nogle radioer. Inden de allierede kunne enes om betingelserne, blev Ungarn besat af tyskerne, og Veress blev tvunget til at flygte.
To missioner, som blev nedkastet uden forudgående aftaler om modtagelse, slog fejl. Det samme gjorde Basil Davidsons forsøg på at tilskynde til en partisanbevægelse i Ungarn, efter at han var nået til landet fra det nordøstlige Jugoslavien.

### Grækenland
Grækenland blev først erobret af Aksemagterne efter et desperat forsvar, som varede i adskillige måneder. I slutningen af 1942 gennemførte SOE sin første operation med kodenavnet Operation Harling i Grækenland. Den var et forsøg på at afbryde jernbanen, som blev brugt til at flytte materiel til den tyske Panzer Armee Afrika. Gruppen under ledelse af brigadegeneral Eddie Myers blev bistået af Christopher Woodhouse, opdagede, at der var to guerillagrupper, som opererede i bjergene: den kommunistiske ELAS og den republikanske EDES. Med hjælp fra disse to organisationer ødelagde Myers gruppe delvis jernbanebroen ved Gorgopotamos den 14. november 1942.
Forholdet mellem modstandsgrupperne og briterne blev dårligt. EDES fik mest støtte fra SOE, men ELAS sikrede sig mange våben, da Italien brød sammen, og de italienske enheder i Grækenland blev opløst. ELAS og EDES førte en indædt borgerkrig i 1943, til SOE fik mæglet en usikker våbenhvile (Plaka aftalen). Nogle SOE-forbindelsesofficerer i felten blev henrettet af udisciplinerede ELAS-grupper.
Til sidst besatte den britiske hær Athen og Piræus i kølvandet på den tyske tilbagetrækning og udkæmpede et slag i gaderne for at få drevet ELAS ud af disse byer og etablere en midlertidig regering under ærkebiskop Damaskinos. SOE's sidste handling bestod i at evakuere adskillige hundrede afvæbnede EDES kæmpere til Korfu og forhindrede, at de blev massakreret af ELAS.

### Albanien
Albanien havde været under italiensk indflydelse siden 1923 og blev besat af den italienske hær i 1939. I 1943 gik en lille forbindelsesgruppe ind i Albanien fra det nordvestlige Grækenland. SOE agenterne omfattede Julian Amery, Anthony Quayle, David Smiley og Neil "Billy" McLean. De opdagede endnu en borgerkrig mellem de kommunistiske partisaner under hhv. Enver Hoxha og republikaneren Balli Kombëtar. Da denne havde samarbejdet med de italienske besættere, var det Hoxha, som fik støtte fra de allierede.
SOE's udsending i Albanien, brigadegeneral "Trotsky" Davies, blev fanget af tyskerne i begyndelsen af 1944. Nogle SOE officerer advarede om, at Hoxhas mål ikke var at bekæmpe tyskerne, men eneherredømmet efter krigen. De blev ignoreret, men Albanien blev aldrig en større faktor i krigen.

### Tjekkoslovakiet
SOE sendte mange missioner ind i de tjekkiske områder i det såkaldte Protektoratet Bøhmen og Mähren og senere ind i Slovakiet. Den mest berømte mission var Operation Anthropoid, attentatet på SS-lederen Reinhard Heydrich i Prag. Fra 1942 til 1943 havde tjekkoslovakkerne deres egen Special Training School (STS) på Chicheley Hall i Buckinghamshire. I 1944 sendte SOE folk af sted for at støtte den slovakiske opstand.

### Norge
I marts 1941 blev der organiseret en gruppe, som gennemførte commandoangreb i Norge, Norwegian Independent Company 1 (NOR.I.C.1), under ledelse af kaptajn Martin Linge. Deres første angreb i 1941 var Operation Archery, men det bedst kendte angreb var formentlig sabotagen af tungtvandsanlægget i Vemork. Kommunikationslinjerne til London blev gradvis forbedret, og i 1945 var der 64 radiooperatører spredt ud over Norge.

### Danmark
De fleste aktioner, som blev udført af den danske modstandsbevægelse, drejede sig om sabotage for at hindre tyske troppebevægelser til og fra Norge. Der var også sabotage i langt større skala især fra BOPA og Holger Danske. I alt blev der gennemført over 1.000 operationer fra 1942 til krigens slutning.
I oktober 1943 stod den danske modstandsbevægelse bag redningen af næsten alle de danske jøder fra døden i tyske koncentrationslejre. Det var en stor og spontan hændelse, som anerkendes som et af de mest signifikante udtryk for dansk modstand mod tyskerne.
Den danske modstandsbevægelse hjalp SOE med aktiviteter i det neutrale Sverige. F.eks. fik SOE fat i adskillige vigtige skibsladninger med kuglelejer, som var interneret i svenske havne. Danskerne var pionerer inden for sikker kommunikation som en radiosender, som kunne sende morsekode med en papirstrimmel hurtigere end et menneske.

### Rumænien
I 1943 blev et SOE-hold kastet ud med faldskærm over Rumænien for at iværksætte modstand mod den nazistiske besættelse for enhver pris (Operation Autonomous). Delegationen, som omfattede oberst Gardyne de Chastelain, kaptajn Silviu Meţianu og Ivor Porter, blev taget til fange af rumænske gendarmer og tilbageholdt til kong Michaels statskup den 23. august 1944.

### Andre operationer i Europa
Ved samarbejde med SOE og den britiske efterretningstjeneste blev en gruppe jødiske frivillige fra Palæstina sendt på missioner i adskillige lande i det tysk-besatte Europa i 1943-1945.

### Abessinien
Abessinien (Etiopien) var skueplads for nogle af SOE's tidligste og mest succesfulde operationer. SOE organiserede en styrke irregulære etiopere under Orde Charles Wingate til støtte for den landflygtige kejser Haile Selassie. Denne styrke, som Wingate gav navnet Gideon Force), forårsagede store tab blandt de italienske besættelsesstyrker og bidrog til det vellykkede britiske felttog dér. Wingate brugte senere sine erfaringer til at skabe Chinditterne i Burma.

### Sydøstasien
Allerede i 1940 forberedte SOE planer for operationer i Sydøstasien. Ligesom i Europa opbyggede SOE efter de indledende allierede militærkatastrofer vildtvoksende modstandsorganisationer og guerillahære i de japanskbesatte områder. SOE indledte også 'Operation Remorse' (1944-45) for at beskytte Hong Kongs økonomiske og politiske status. Ved hjælp af Force 136 gik SOE ind i hemmelig handel med penge og varer i Kina. Deres agenter viste sig bemærkelsesværdigt succesfulde og tjente £77 mio. ved deres aktiviteter til hjælp til allierede krigsfanger og at købe lokal indflydelse for en glat tilbagevenden til forholdene før krigen.

## Agenter
Folk fra alle klasser og erhverv gjorde tjeneste for SOE i felten. I de fleste tilfælde var den vigtigste kvalifikation et dybtgående kendskab til det land, hvor agenten skulle operere, og især sproget, hvis agenten skulle kunne gå for at være indfødt. Dobbelt nationalitet var en værdsat egenskab. Dette gjaldt især i Frankrig. Mange af agenterne i F Section havde baggrund i arbejderklassen (nogle havde efter sigende en kriminel baggrund).
Andre kom fra borgerlige vilkår som den danske SOE agent Svend Aage Lyck, søn af bankdirektør Hinrich Jørgen Asmussen Lyck (dæknavn: Stanley Arthur Lambert). Svend Aage Lyck blev rekrutteret til SOE som dansk modstandsmand og blev efter krigen tildelt "Member of the Order of the British empire" for sin indsats.
I andre tilfælde, især på Balkan, var det knap så vigtigt at være flydende i sproget, da modstandsgrupperne allerede var i åbent oprør, og der ikke var behov for en skjult tilværelse.
Diplomatiske evner kædet sammen med en smag for barskt soldaterliv var mere vigtigt. Nogle linjeofficerer viste sig at være dygtige udsendinge, mens andre som den tidligere diplomat Fitzroy Maclean og den klassiske forsker Christopher Woodhouse først blev officerer under krigen.
Landflygtige eller undslupne fra de væbnede styrker i de besatte lande var oplagte agenter. Det var især tilfældet i Norge og Holland. I andre tilfælde (franskmænd loyale over for Charles de Gaulle og polakker) var agenterne i første række loyale overfor deres ledere eller eksilregeringer, og de behandlede SOE som et middel til at nå et mål. Det kunne ind imellem føre til mistro og anstrengte forhold i Storbritannien.
SOE beskæftigede mange canadiere. Den canadiske stat rekrutterede canadiske frivillige til hemmelig tjeneste i enten SOE eller MI9.
SOE var parat til at ignorere næsten alle sociale konventioner i kampen mod Aksemagterne. Den beskæftigede kendte homoseksuelle, kriminelle eller folk, som havde dårlige papirer fra hæren, kommunister, anti-britiske nationalister osv. Selv om nogle af disse kunne være en sikkerhedsrisiko, er der næsten ingen eksempler på SOE-agenter, som helhjertet gik over til fjenden.

## Kommunikation
SOE var stærkt afhængig af sikker radiokommunikation:
- radioernes kvalitet og rækkevidde
- sikkerheden i transmissionsprocedurerne og
- fremskaffelsen af gode kodesystemer.

SOE's første radioer blev leveret af SIS. De var store og klodsede og krævede masser af strøm. SOE købte nogle få meget mere velegnede radioer af eksilpolakkerne, men endte med at konstruere og fremstille deres egne apparater som Paraset. Nogle af dem vejede med batterier kun 4 kg og kunne ligge i en lille kuffert. Men der var behov for større radioer, hvis de skulle nå mere end 800 km.
Transmissionsprocedurerne var ikke sikre i starten. Operatørerne var tvunget til at transmittere lange meddelelser på bestemte tider og med bestemte intervaller. De gav tyske pejlehold tid til at finde dem. Efter at adskillige radiooperatører var taget til fange eller dræbt, blev proceduren mere fleksibel og sikker.
SOE overtog sine første kodesystemer fra SIS. Leo Marks, SOE's ledende kryptograf, var ansvarlig for udviklingen af bedre kodesystemer, der kunne erstatte de usikre poesi-koder. Til sidst besluttede SOE at bruge engangskoder, som var trykt på silke.

## Udstyr
SOE var tvunget til at udvikle udstyr til hemmeligt brug. Bl.a. udviklede Station IX en lille sammenklappelig motorcykel (Welbike) til brug for faldskærmsfolk, en lyddæmpet pistol (Welrod) og adskillige små dykkerfartøjer (Welman undervandsbåden og Sleeping Beauty). En enhed til testning ved havet blev etableret i det vestlige Wales i Goodwick af Fishguard (station IXa). I slutningen af 1944 blev et fartøj sendt til Australien til Allied Intelligence Bureau (SRD) til afprøvning i troperne.
En hemmelig agent i felten har naturligvis brug for tøj, dokumenter osv. som ikke gav anledning til mistanke. SOE drev centre, som specialiserede sig i at fremstille udenlandsk beklædning og forfalske identitetskort, rationeringskort, cigaretter, som kunne gå for at være lokale produkter osv.
Selv om SOE brugte finskyttevåben som De Lisle karbinen var holdningen, at våben, som blev udleveret til modstandsfolk, ikke måtte kræve omfattende træning eller pasning. Den grove og billige Stengun var et favoritvåben. Til store styrker som partisanerne i Jugoslavien benyttede SOE erobrede tyske eller italienske våben. De var til rådighed i stort antal efter Italiens kapitulation, og partisanerne kunne skaffe ammunition til dem og deres Stenguns fra fjenden.
SOE brugte særlige armbrøster til at affyre brandpile. Der var to slags armbrøster ('Big Joe' og 'Lil' Joe'). Begge havde et rørskelet og gummibånd. SOE-armbrøsterne kunne klappes sammen, så de var lette at skjule.
SOE udviklede eksplosive apparater til sabotage som klæbeminer, hulladninger og tidsindstillelige detonatorer. SOE var pioner i brugen af plastisk sprængstof.
Det blev brugt til alt fra bilbomber til eksploderende rotter, der var trænet til at ødelægge kulfyrede kedler.. Andre sabotagemetoder var smøremidler med slibematerialer, brandbomber, der lignede uskyldige objekter osv.
Nogle af de mere fantasifulde ting var eksploderende fyldepenne med tilstrækkelig sprængkraft til at gennemhulle bærerens krop, våben skjult i rør og landminer camoufleret som kokager eller elefantgødning. Til særlige operationer eller brug under ekstreme omstændigheder udleverede SOE små kampknive, som kunne skjules i en hæl eller bag et frakkeskøde. I betragtning af, hvad der formentlig ville ske agenter, der blev taget af Gestapo, skjulte SOE også selvmordspiller i knapper.

## Transport
Da det europæiske kontinent var lukket for rejser, måtte SOE benytte sin egen luft- eller søtransport til flytning af folk, våben og udstyr.
Luftmarskal sir Arthur Harris ("Bomber Harris" den øverstkommanderende for RAF Bomber Command) var modstander af, at der blev brugt bombefly til SOE's opgaver, men han blev underkendt, og i april 1942 gjorde SOE brug af eskadrille 138 og 161 på RAF Tempsford. Mange forsyninger og agenter blev kastet ud med faldskærm. Nogle fly som Lysander landede ofte i besatte områder for at landsætte eller afhente agenter.
Der var også vanskeligheder med Royal Navy, som i reglen var uvillig til at lade SOE bruge flådens undervandsbåde og motortorpedobåde. SOE brugte imidlertid ofte hemmelige fartøjer som fiskerbåde og en flåde af dem fra Algeriet til Shetlandsøerne (en rute fra Vestnorge til Shetlandsøerne gik under navnet Shetlandsbussen), Ceylon osv.

## Senere analyser og kommentarer
Den krigsførelse, som blev opmuntret og støttet af SOE, anses af adskillige moderne kommentatorer for at have grundlagt den moderne model, som mange terrororganisationer benytter sig af, som pionerer inden for de fleste taktikker, teknikker og teknologier, som er rygraden i terrorisme, som den forekommer almindeligt i dag.

## Fiktion om eller baseret på SOE
- Forfatteren Ian Fleming, som kendte både Maurice Buckmaster og Vera Atkins, hævdes at have brugt træk fra dem til at skabe "M", og "Miss Moneypenny" i sine James Bond-bøger. I Casino Royale hævdes Fleming at have baseret "Vesper Lynd" på SOE-agenten Christine Granville.

Andre agenter, som Fleming brugte til sin Bond, var Duane Hudson og Andrew Croft.
Lederen af SOE's tekniske afdeling og senere GS Branch MI6, Charles Bovill var med i bøgerne som 'Q'.
- Tim Powers' Declare og Charles Stross'The Atrocity Archives. Fiktive udgaver af SOE viser sig at være organisationen, som står bag okkulte aktiviteter i disse bøger.
- Gravity's Rainbow af Thomas Pynchon.
- Jackdaws af Ken Follett. Felicity Clairet, en kvindelig SOE agent fører en ren kvindegruppe ind i Frankrig for at sprænge en telefoncentral i luften.

## Filmografi (i kronologisk orden)
- Now It Can Be Told (School for Danger) (1946)

Filmatiseringen begyndte i 1944 med de ægte SOE-agenter kaptajn Harry Rée og Jacqueline Nearne i hovedrollerne. Filmen fortæller historien om træningen af agenter for SOE og deres eventyr i Frankrig. Træningssekvensen blev optaget med SOE-udstyr på træningsskolerne ved Traigh og Garramor (South Morar) samt på Ringway.
- The Fight over the Heavy Water (1948)

En fransk-norsk sort-hvid dokumentarfilm med titlen "La Bataille de l'eau lourde"/"Kampen om tungtvannet", viste nogle af de oprindelige deltagere. Joachim Rønneberg har sagt: "Kampen om tungtvannet var et ærligt forsøg på at beskrive historien. På den anden side havde 'Heroes of Telemark' ikke meget med virkeligheden at gøre."
- Odette (1950)

Baseret på bogen af Jerrard Tickell om Odette Sansom, med Anna Neagle og Trevor Howard i hovedrollerne. Filmen indeholder et interview med Maurice Buckmaster, lederen af F-Section, SOE.
- Ill Met by Moonlight (1957)]

Powell and Pressburger filmen, (udsendt som Night Ambush i USA), var baseret på bogen af W. Stanley Moss, og havde Dirk Bogarde og Marius Goring i hovedrollen. Den handler om tilfangetagelsen af en tysk general af Patrick Leigh Fermor og W. Stanley Moss.
- The Bridge on the River Kwai (1957) er en kendt britisk krigsfilm, som udspiller sig i Burma under 2. verdenskrig ved bygningen af Siam–Burma jernbanen gennem urskov og uendelige bakker og dale ved hjælp af fejlernærede og mishandlede allierede krigsfanger. En anden historie i filmen, som kolliderer med hovedfortællingen i slutningen, handler om en mission, der skulle ødelægge den nybyggede jernbanebro ved hjælp af en hemmelig sabotageorganisation med betegnelsen 'Force 316', hvis træningsbase er på Ceylon. Rent faktisk er det en slet skjult reference til den virkelige Force 136, som var en del af SOE, der havde faciliteter til træning i junglen på Ceylon.
- Carve Her Name with Pride (1958)

Baseret på bogen af R.J. Minney om Violette Szabo, med Paul Scofield og Virginia McKenna i hovedrollerne.
- Navarones kanoner (1961)

Baseret på en kendt roman fra 1957 om 2. Verdenskrig af den skotske forfatter Alistair MacLean. Den havde Gregory Peck, David Niven og Anthony Quinn i hovedrollerne sammen med Anthony Quayle og Stanley Baker. Bogen og filmen har den samme grundlæggende handling: En allieret kommandogruppes indsats for at ødelægge en tilsyneladende usårlig tysk fæstning, som truer allierede flådeskibe i det Ægæiske hav og forhindrer 2.000 isolerede britiske tropper fra at blive reddet fra øen Kheros.
- Telemarkens helte (1965)

Baseret på en SOE operation om at sabotere tungtvandsværket ved Rjukan i Norge i 1943.
- Operation Crossbow (1965)

En spionroman og 2. verdenskrigsfilm lavet fra en historie af Duilio Coletti og Vittoriano Petrilli. Det er en meget fiktiv beretning om den virkelige Operation Crossbow, men den berører de centrale aspekter af operationen.
- Ørneborgen (1968)

En spionfilm instrueret af Brian G. Hutton med Richard Burton, Clint Eastwood, og Mary Ure i hovedrollerne. Filmmanuskriptet og bestselleren af samme navn blev skrevet næsten samtidig af Alistair MacLean.
- Operation Daybreak (1976)

Baseret på en sand, farlig operation i maj 1942 om at nedkaste en lille gruppe af tjekkiske og slovakiske SOE-agenter i deres eget besatte land med den opgave at myrde Reichsführer-SS Heinrich Himmlers protegé, Reinhard Heydrich, Reichsprotektor i Bøhmen og Mähren, og hadet som Slagteren fra Prag. Missionen lykkedes, men med tragiske konsekvenser.
- Nancy Wake Codename: The White Mouse (1987)

Et docudrama om Nancy Wakes arbejde for SOE, delvis fortalt af hende selv.
- Wish Me Luck (1987)

En tv-serie som blev udsendt mellem 1987 og 1990 og handlede om de bedrifter, som kvinderne og sjældnere mændene i SOE, der blev omdøbt til the 'Outfit', præsterede.
- Charlotte Gray, (2001)

Baseret på en roman af Sebastian Faulks.
- Churchill's Secret Army

En dokumentarfilm om SOE, udsendt på Channel 4 i 2001.
- Foyle's War, episoden "The French Drop" (2004)

Foyle, en kriminaldetektiv i England under 2. verdenskrig, undersøger det, der viser sig at være en af SOE's indenlandske aktiviteter. Serien er kendt for sin omhu med historiske detaljer, og mange aspekter af det virkelige SOE-liv bliver vist.
- The 11th Day (2006)

En dokumentarfilm med genskabelse af modstandsbevægelsen på øen Kreta under 2. Verdenskrig. Indeholder et detaljeret interview med Sir Patrick Leigh Fermor med genskabelse af bortførelsen af den tyske generalmajor Kreipe.
- The Bonzos (2008)

En BBC-dokumentarfilm om de folk, som blev sendt af sted for at redde Hitlers bytte af stjålet kunst – heriblandt værker af Titian, Tintoretto og Van Gogh — som nazisterne havde stjålet fra Europas største gallerier og museer og gemt i en saltmine i byen Alt Aussee i Østrig. Omfatter arkivfilm, øjenvidneberetninger og bidrag fra historikere.
- Les Femmes de l'Ombre

En fransk film om fem SOE agenter og deres indsats fær invasionen på D-day.

### Officielle / akademiske bøger
- Professor M.R.D. Foot. The Special Operations Executive 1940–1946 (Pimlico 1999 ISBN 0-7126-6585-4)

Den bedste bog at lære for at få et overblik over SOE og dens metoder. Foot fik Croix de Guerre som SAS medlem i Bretagne og blev senere professor i moderne historie på Manchester University og officiel historiker for SOE. Alle hans bøger om SOE er værd at læse.
- Professor M.R.D. Foot. SOE in France (orig. 1966, Government Official Histories, pub Frank Cass revised edition 2000, further edition 2004 ISBN 0-7146-5528-7)

Skrevet med adgang til F Section arkiver, (ifølge Ian Dear, se nedenfor) senere revideret 
- Charles Cruikshank. SOE in the Far East (Oxford University Press, 1983) ISBN 0-19-215873-2

Officiel historie bestilt i 1980, ledsager til de ovennævnte, med adgang til papirer (men udforsket 20 år senere end Foots bog, hvor mange deltagere var døde. Se forordet)
- Charles Cruikshank. SOE in Scandinavia (Oxford University Press, 1986) ISBN 019215883X
- Professor William Mackenzie. The Secret History of SOE—Special Operations Executive 1940–1945, BPR Publications, 2000, ISBN 0-9536151-8-9

Skrevet ved slutningen af 2. verdenskrig for den britiske regerings egen brug uden hensigt om udgivelse — dvs. en hemmelig "officiel historie".
- David Stafford, Secret Agent: The True Story of the Special Operations Executive (BBC Worldwide Ltd, 2000), ISBN 0-563-53734-5

Professor David Stafford har skrevet adskillige bøger om modstand og den hemmelige krig og bidrog med forordet til MFD Foots bog.
- Frederic Boyce & Douglas Everett. SOE – the Scientific Secrets (Sutton Publishing 2003, ISBN 0-7509-4005-0)

SOE havde egne laboratorier og værksteder hvor man opfandt og udviklede nye våben, eksplosiver og sabotagemetoder.
- Denis Rigden SOE Syllabus: Lessons in Ungentlemanly Warfare World War II (Secret History Files, National Archives 2001 ISBN 1-903365-18-X) (Introduction).Autentiske træningsmanualer som blev benyttet til at forberede agenter i hemmelige færdigheder såsom forklædning, overvågning, tyveri, forhør, nærkamp og snigmord. Også udgivet som "How to be a Spy".
- Para-Military Training in Scotland During World War 2 (Land, Sea & Islands Centre, Arisaig 2001) En beretning om SOE træning i Arisaig området.
- Ian Valentine, Station 43: Audley End House and SOE's Polish Section, ISBN 0-7509-4255-X, Sutton Publishing 2006
- Gerald Steinacher Passive grumbling, rather than resisting. SOE i Østrig 1940-1945. De første resultater af en undersøgelse af de nyligt offentliggjorte østrigske SOE arkiver fra Public Record Office Kew, i: International Journal of Intelligence and Counterintelligence, vol. 15, number 2 summer 2002, p. 211-221. in: eforum-zeitgeschichte Arkiveret 19. maj 2009 hos  Wayback Machine
- Stuart Allan, Commando Country, ISBN 9781905267149, National Museums Scotland 2007

Bogen dækker Commando og SOE træning i det skotske højland. Det beskriver oprindelsen til træning i ukonventionel krigsførelse på Inverailort House under MI(R) og går derefter videre med SOE træning i det nærliggende Arisaig og Morar område.
- Jonathan Walker Poland Alone: Britain, SOE and the Collapse of the Polish Resistance, 1944, The History Press, 2008, ISBN 978-1-86227-474-7

### Førstehåndsberetninger fra dem, der var i SOE
- Leo Marks. Between Silk and Cyanide (Harper Collins 1998 ISBN 0-00-255944-7)

Marks var leder af kodeafdelingen i SOE. Han giver en letforståelig introduktion til koder, der praktiske anvendelse i felten og hans kamp for at forbedre krypteringsmetoderne. Medrivende beretninger om Noor Khan, Violette Szabo, og en masse information om hans ven Yeo-Thomas.
- Andre Hue. The Next Moon (Viking 2004 ISBN 0-670-91478-9, Penguin 2005 ISBN 0-14-101580-2) Foreword MRD Foot.

Førstehånds historie om en agent som blev kastet ud over Bretagne for at organisere modstandsaktiviteter før og efter D-dag.
- Freddie Spencer Chapman. The Jungle is Neutral (Chatto and Windus 1949)

Chapman startede den første skole i junglekrigsførsel og opererede i Malaya bag de japanske linjer. Nøgleperson i SOE i Fjernøsten.
- Arthur Christie. Mission Scapula SOE in the Far East ISBN 0-9547010-0-3.

En virkelig historie om en almindelig soldat, som kom ind i MI5 og blev sendt på en mission til Singapore lige før dens fald. Med Freddy Spencer-Chapman
- Fitzroy Maclean. Eastern Approaches (Jonathan Cape 1949, Penguin 1991 ISBN 0-14-013271-6)

Forfatteren var vidne til SOE's kampagne med jugoslaviske partisaner som Churchills repræsentant ved Tito.
- William Stanley Moss. Ill Met by Moonlight (Harrap 1950)

Førstehåndsberetning om Moss og Patrick Leigh Fermors bortførelse af generalmajor Heinrich Kreipe, den tyske hærkommandant på Kreta. Senere udsendt som film med samme titel.
- Patrick Howarth. Undercover (Routledge, Kegan Paul 1980 ISBN 0-7100-0573-3, Phoenix Press 2000 ISBN 1-84212-240-1)

Dækker en række agenters historier, hvoraf Howarth kende en række personligt. Howarth var en af SOE's grundlæggere og havde i flere år ansvar for at organisere træningen af agenter i Storbritannien. 7 siders uvurderlig bibiografi over historier og erindringer.
- David Smiley. Albanian Assignment (Sphere Books Ltd. 1984 ISBN 0-7221-7933-2)

Beretning om SOE's missioner i Albanien.
- David Howarth. The Shetland Bus. (Thomas Nelson and Sons Ltd 1950)

Beretning om de norske fartøjer som holdt kontakt mellem Storbritannien og den norske modstandsbevægelse
- Sweet-Escott, Bickham. Baker Street Irregular. London: Methuen & Co. Ltd., 1965.
- Basil Davidson. Special Operations Europe: Scenes from the Anti-Nazi War. Irwin Pub, 1980 ISBN 0-575-02820-3
- Basil Davidson. Partisan Picture. Bedford, 1946.
- Sir Patrick Leigh Fermor. The 11th Day (Archangel Films 2006)

Førstehånds dokumentarisk beretning om bortførelsen af Generalmajor Heinrich Kreipe, den tyske hærkommandant på Kreta.
- Jasper Rootham. Miss-Fire (Chatto & Windus 1946)

Beretning om SOE's mission til Jugoslavien til støtte for Mihailović og Tjetnikkerne.
- Dorothy Baden-Powell. They Also Serve: An SOE Agent in the WRNS (Robert Hale Ltd 2004 ISBN 978-0709077152)

En førstehåndsberetning om en kvindes oplevelser under 2. verdenskrig indenfor Special Operations Executive og WRNS.
- Nancy Wake. The White Mouse: The Autobiography of the Woman the Gestapo called The White Mouse (Macmillan 1986 ISBN 978-0333400999)

Beretning om en kvindelig SOE feltagents oplevelser i F Section.

### Biografier / populære bøger af forfattere uden personlige erfaringer i SOE
- Nigel Perrin Spirit of Resistance: The Life of SOE Agent Harry Peulevé DSO MC (Pen and Sword 2008) ISBN 978-1844158553
- William Stevenson Spymistress: The Life of Vera Atkins, the Greatest Female Secret Agent of World War II Arcade Publishing (2006) ISBN 978-1559707633
- Sarah Helm (maj 2005). A Life in Secrets: The Story of Vera Atkins and the Lost Agents of SOE. London: Little, Brown. ISBN 0-316-72497-1.
- Marcus Binney The Women Who Lived For Danger HarperCollins (2003) ISBN 0-06-054087-7
- Beryl Escott A Quiet Courage: The story of SOE's women agents in France (Patrick Stevens Ltd 1991) ISBN 978-1852602895
- Norman Franks Double Mission: Fighter Pilot and SOE Agent, Manfred Czernin (William Kimber, London, 1976) ISBN 0-7183-0254-0
- Liane Jones Mission Improbable: Salute to the Royal Air Force Women of Special Operations Executive in Wartime France (Bantam Press 1990) ISBN 978-0593016633
- R.J. Minney.Carve Her Name with Pride (1956), tells the story of Violette Szabo.
- Jerrard Tickell. Odette: The story of a British agent (1949), tells the story of Odette Sansom-Hallowes.
- Jean Overton Fuller. The Starr Affair, tells the story of John Renshaw Starr.
- Ian Dear. Sabotage and Subversion (Arms and Armour 1996, Cassell Military Paperbacks 1999, ISBN 0-304-35202-0)
- Bruce Marshall. The White Rabbit (Evans Bros 1952, Cassell Military Paperbacks 2000, ISBN 0-304-35697-2)
- Ray Mears, The Real Heroes of Telemark: The True Story of the Secret Mission to Stop Hitler's Atomic Bomb, ISBN 0-340-83015-8, Hodder & Stoughton 2003
- Inside Camp X by Lynn Philip Hodgson, with a foreword by Secret Agent Andy Durovecz (2003). ISBN 0-9687062-0-7
- Joe Saward. The Grand Prix Saboteurs (Morienval Press 2006, ISBN 978-0-9554868-0-7)

### Kommentarer
Geraghty, Tony (2000). The Irish War. Harper Collins. ISBN 978-0006386742.